# Ununterscheidbare stochastische Prozesse
Ununterscheidbare stochastische Prozesse, auch nicht-unterscheidbare stochastische Prozesse genannt, sind in der Wahrscheinlichkeitstheorie gewisse stochastische Prozesse, die nur auf sehr „kleinen“ und damit vernachlässigbaren Mengen nicht miteinander übereinstimmen. Ununterscheidbare Prozesse können somit mittels des vorgegebenen Wahrscheinlichkeitsmaßes nicht voneinander unterschieden werden, da die „kleinen“ Mengen die Wahrscheinlichkeit null besitzen. Motivation zur Einführung von ununterscheidbaren stochastischen Prozessen ist die Untersuchung der Pfade von stochastischen Prozessen, beispielsweise auf Stetigkeit. Diese Eigenschaften spielen eine wichtige Rolle in der Konstruktion von komplexeren stochastischen Prozessen wie beispielsweise der Brownschen Bewegung.
Eng verwandt und unter Umständen identisch mit der Ununterscheidbarkeit sind die Modifikationen eines stochastischen Prozesses.

## Definition
Gegeben seien zwei stochastische Prozesse {\displaystyle X} und {\displaystyle Y} auf dem Wahrscheinlichkeitsraum {\displaystyle (\Omega ,{\mathcal {A}},P)}  mit Zeitmenge {\displaystyle I} und Zustandsraum {\displaystyle E}.
Die Prozesse {\displaystyle X} und {\displaystyle Y} heißen ununterscheidbar, wenn es eine P-Nullmenge {\displaystyle N\in {\mathcal {A}}} gibt, so dass die Menge {\displaystyle \{X_{t}\neq Y_{t}\}} für jedes {\displaystyle t\in I} in {\displaystyle N} enthalten ist.
Bemerkung: In der englischsprachigen Literatur findet sich neben „indistinguishable processes“ auch der Ausdruck „equivalent up to evanescence“. Eine Menge {\displaystyle A\subset \Omega \times [0,T]} heißt evaneszent (lat. evanescere ‚verschwinden', ‚sich verflüchtigen'), wenn die Menge {\displaystyle \{\omega \in \Omega :\exists t\in [0,T]{\text{ mit }}(\omega ,t)\in A\}} eine {\displaystyle P}-Nullmenge ist. Zwei Prozesse, die ununterscheidbar sind, stimmen also bis auf Evaneszenz überein.

## Eigenschaften
Ununterscheidbarkeit stochastischer Prozesse ist ein stärkerer Begriff als der der Modifikationen eines stochastischen Prozesses. Das bedeutet, dass ununterscheidbare Prozesse {\displaystyle X,Y} stets Modifikationen voneinander sind. Denn nach der Definition ist bei Modifikationen {\displaystyle N_{t}=\{X_{t}\neq Y_{t}\}} für jedes {\displaystyle t\in I} eine Nullmenge. Bei ununterscheidbaren Prozessen gibt es aber eine Nullmenge {\displaystyle N}, so dass {\displaystyle \textstyle \bigcup _{t\in I}N_{t}\subset N}. Existiert nun solch eine Nullmenge {\displaystyle N}, so müssen die {\displaystyle N_{t}} als Teilmengen einer Nullmenge alle Nullmengen sein. Sind aber umgekehrt {\displaystyle X,Y} Modifikationen voneinander, so folgt im Allgemeinen nicht, dass die Prozesse auch ununterscheidbar sind. Dies liegt daran, dass beliebige Vereinigungen der Nullmengen {\displaystyle N_{t}} im Allgemeinen keine Nullmenge mehr sind.
Ein Beispiel hierfür sind die Prozesse
{\displaystyle X_{t}={\begin{cases}1&{\text{ falls }}Z=t\\0&{\text{ falls }}Z\neq t\end{cases}}}
sowie
{\displaystyle Y_{t}=0}.
Hierbei sei {\displaystyle Z} eine normalverteilte Zufallsvariable. Dann ist {\displaystyle P(X_{t}=Y_{t})=P(Z\neq t)=1} für alle {\displaystyle t\in I}. Also sind {\displaystyle X} und {\displaystyle Y} Modifikationen voneinander. Aber es lässt sich zeigen, dass die Prozesse nicht ununterscheidbar sind.
Sind {\displaystyle X,Y} Modifikationen eines Prozesses mit Indexmenge (Zeitmenge) {\displaystyle I}, so gilt unter folgenden Voraussetzungen auch der Umkehrschluss, also dass auch Modifikationen eines Prozesses ununterscheidbar sind. Die beiden Begriffe sind also unter den folgenden Umständen äquivalent:
- Die Indexmenge {\displaystyle I} ist abzählbar, denn abzählbare Vereinigungen von Nullmengen sind wieder Nullmengen

oder
- Die Prozesse {\displaystyle X} und {\displaystyle Y} sind fast sicher rechtsseitig stetig und {\displaystyle I\subset \mathbb {R} } ist ein Intervall, das aber durchaus unbeschränkt sein kann.